# مجلات الأعمال التجارية
مجلات الاعمال التجارية في المدينة الامريكية هي صحيفة أمريكية ناشرة تقع في شارلوت بولاية نورث كارولينا . تنشر الصحيفة مجلات الأعمال، تتضمن الصحيفة اهم أخبار الأعمال المحلية لـ 44 سوقًا في الولايات المتحدة، مثل ( وهيمنجز موتور نيوز ، وستريت آند سميث سبورتس بيزنس ديلي، وداخل لاكروس ). الصحيفة تمتلكها شركة Advance Publications . تحصل الشركة على إيراداتها من إعلانات العرض والإعلانات المبوبة في جريدتها الأسبوعية والإعلانات عبر الإنترنت على موقعها الإلكتروني ومن الاشتراكات.
يشتمل موقع bizjournals.com على اجدد الاخبار عن الاعمال التجارية المحلية من مختلف المدن الامريكية ، إلى جانب أرشيف يحتوي على أكثر من 5 ملايين مقال إخباري عن الأعمال تم نشره منذ عام 1996. اعتبارا من اغسطس 2021 يستقبل أكثر من 3.6 مليون قارئ كل أسبوع. 

## التاريخ
اسس مايك راسل الشركة في عام 1982 مع إطلاق مجلة كانساس سيتي بيزنس جورنال. 
في عام 1985، أصبحت الشركة شركة عامة من خلال طرح عام أولي وتم تداولها على أنها أسهم خارج البورصة . 

## الجوائز السنوية
تنشر المجلة الجوائز السنوية التالية لكل مدينة:
- تُنشئ مجلة Business Journal Forty Under 40 قائمة بأنجح 40 من رواد الأعمال الذين تقل أعمارهم عن 40 عامًا. بدأ نشر هذه الجائزة منذ عام 1992. [4] [5]

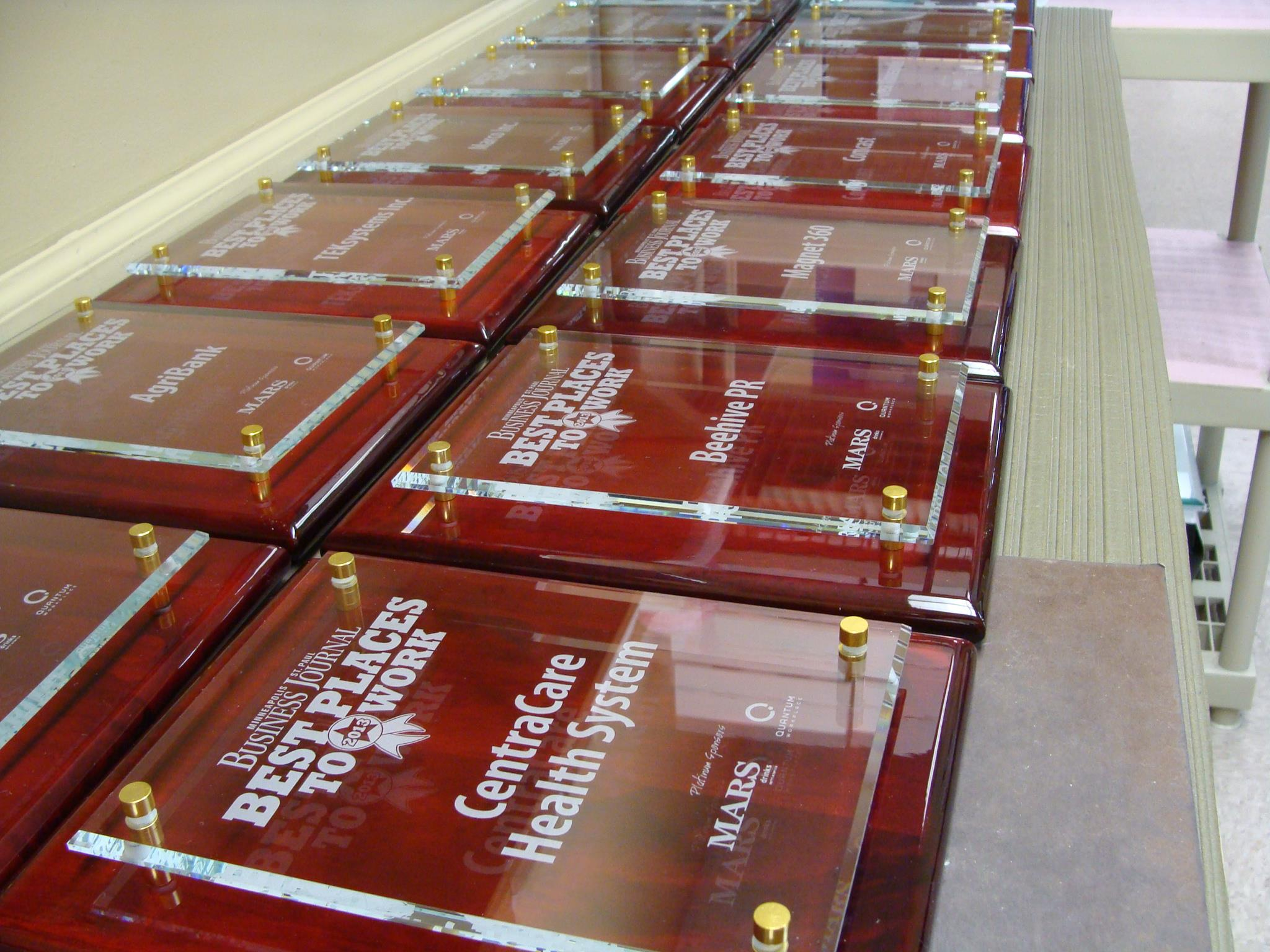
مينيابوليس سانت. جوائز Paul Business Journal لأفضل أماكن العمل

- تصنف أفضل أماكن العمل في مجلة Business Journal أفضل الشركات في المناطق المحلية للحصول على أفضل تجربة للموظفين. يتم تحديد التصنيف بناءً على استطلاعات الرأي حول القيادة وثقافة الشركات والاتصالات. يمكن للمدن المختلفة استخدام منهجيات مختلفة وتصنيف عدد مختلف من أصحاب العمل. [6] [7]